# Theologische Rundschau
Die Theologische Rundschau (abgekürzt: ThR) ist eine deutschsprachige, vierteljährlich erscheinende theologische Rezensionszeitschrift. Verlegt wird sie im Mohr Siebeck Verlag in Tübingen.

## Herausgeber
Herausgeber ist Hans-Peter Großhans, Mitherausgeber sind Thomas Kaufmann, Ulrich H. J. Körtner, Michael Meyer-Blanck, Konrad Schmid und Michael Tilly. Die Druckauflage beträgt 600 Exemplare.

## Geschichte
Die erste Ausgabe erschien 1897 und wurde von Wilhelm Bousset und Wilhelm Heitmüller herausgegeben. Zwischen 1917 und 1929 war das Erscheinen der ThR eingestellt. Unter der Leitung von Rudolf Bultmann und Hans von Soden und der Mitwirkung von Walter Baumgartner, Hermann Faber, Friedrich Gogarten, Martin Heidegger und Friedrich Karl Schumann erschien 1929 der erste Jahrgang, der aufgrund der Erscheinungspause mit dem Zusatz Neue Folge versehen wurde. Dieser verschwand erst 1984 vom Titelblatt der ThR.